# Comté de Slope
Le comté de Slope est un comté situé dans l’État du Dakota du Nord, aux États-Unis. Avec 727 habitants, c’est le quatorzième comté le moins peuplé du pays.
Le comté est situé dans la région des Badlands et abrite le point culminant de l'État, White Butte, avec 1 069 m (3 506 pieds).
Le siège du comté, Amidon, est le second siège de comté le moins peuplé des États-Unis (26 habitants en 2000). La ville la plus peuplée du comté est Marmarth (140 habitants).

## Comtés adjacents
Comté de Billings (nord) 

Comté de Stark (nord-est) 

Comté de Hettinger (est) 

Comté d'Adams (sud-est) 

Comté de Bowman (sud) 

Comté de Fallon, Montana (ouest) 

Comté de Golden Valley (nord-ouest)

## Démographie
| 1920  | 1930  | 1940  | 1950  | 1960  | 1970  |
| ----- | ----- | ----- | ----- | ----- | ----- |
| 4 940 | 4 150 | 2 932 | 2 315 | 1 893 | 1 484 |

| 1980  | 1990 | 2000 | 2010 | - | - |
| ----- | ---- | ---- | ---- | - | - |
| 1 157 | 907  | 767  | 727  | - | - |